# Cànem a França

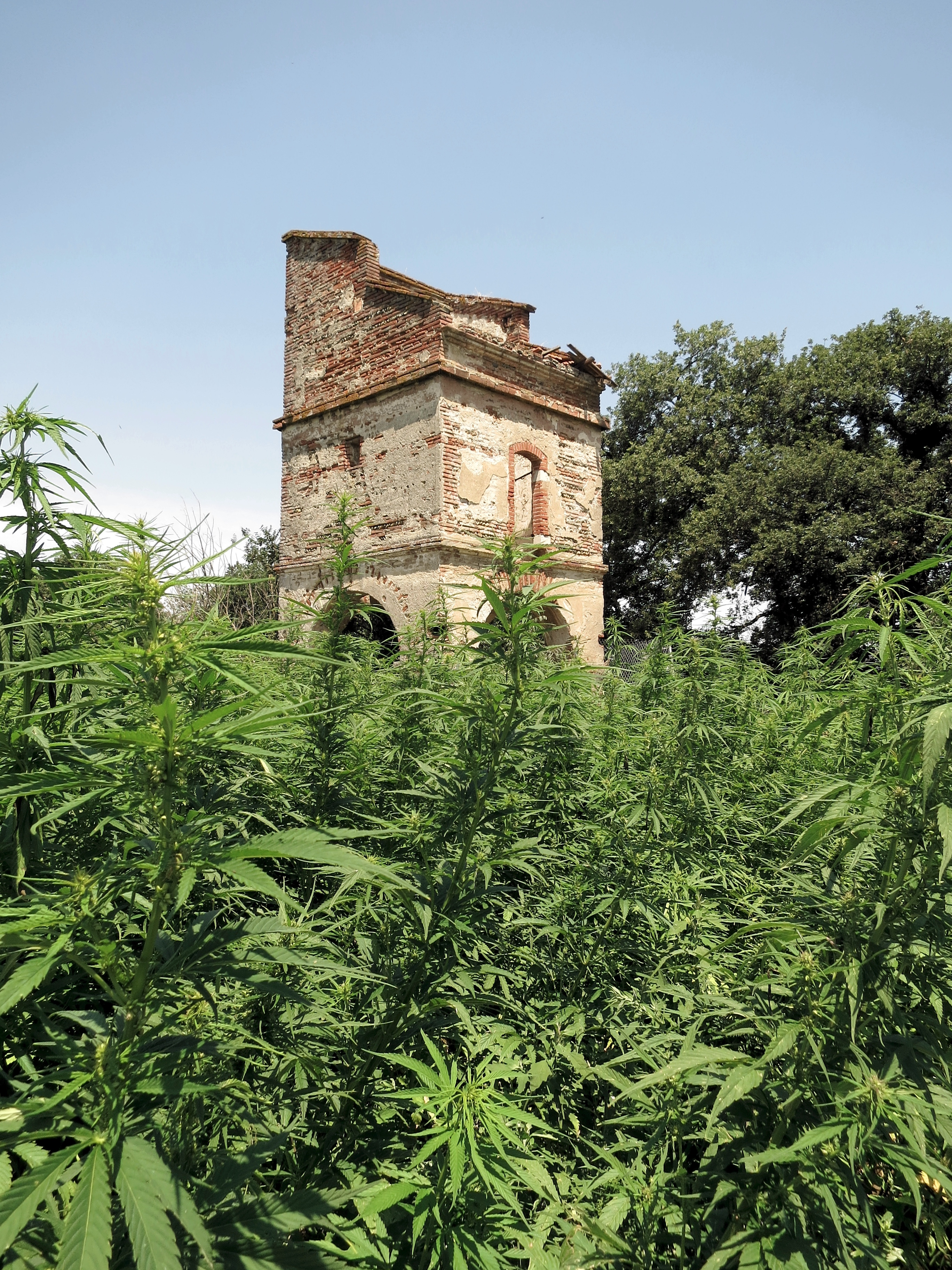
Camp de cannabis a Tolosa

A França, el cànnabis és l'una de les substàncies psicoactives més consumides després de l'alcohol, el tabac i els medicaments psicotròpics i el primer estupefaent lluny davant els poppers, els bolets al·lucinògens, la cocaïna i l'estasi. El 2012, 13,4 milions de francesos de 15 a 64 anys el van experimentar i prop d'1,2 milions de metropolitans (aproximadament 2 %) van declarar ser usuaris regulars. França es posa al quart en el rànquing a la Unió europea darrere de la República Txeca, Espanya i Itàlia en termes de consum mensual i el segon després del Dinamarca en termes d'experimentació durant el transcurs de la vida.

## Tràfec
- El tràfec d'estupefaents (dels quals s'inclou el cànnabis), a França, els seus autors poden ser castigats a penes de deu a vint anys d'empresonament segons els casos, i fins a 7.500.000 euros de multa.[3]
- El tràfec d'estupefaents a França és condemnat a trenta anys de reclusió criminal i de 7.500.000 euros d'esmena quan s'ha efectuat en banda organitzada.
- En cas de blanqueig de diners provenint del tràfec, la sanció pot elevar-se a la reclusió criminal a perpetuïtat, i a 7.500.000 euros d'esmena.

## Opinió
Segons un sondeig efectuat per l'institut CSA el novembre de 2013, el 55 % dels francesos es van oposar a la descriminalització del cànnabis. Paral·lelament, el 44 % van estimar que la prohibició constitueix un bloqueig a la llibertat individual.
Segons un sondeig de l'Ipsos que va ser efectuat l'octubre de 2016, el 50 % dels francesos es van declarar favorables a una autorització del consum (sota algunes condicions) i el 49 % s'hi van oposar.